# Dorfkirche Kölsa (Wiedemar)

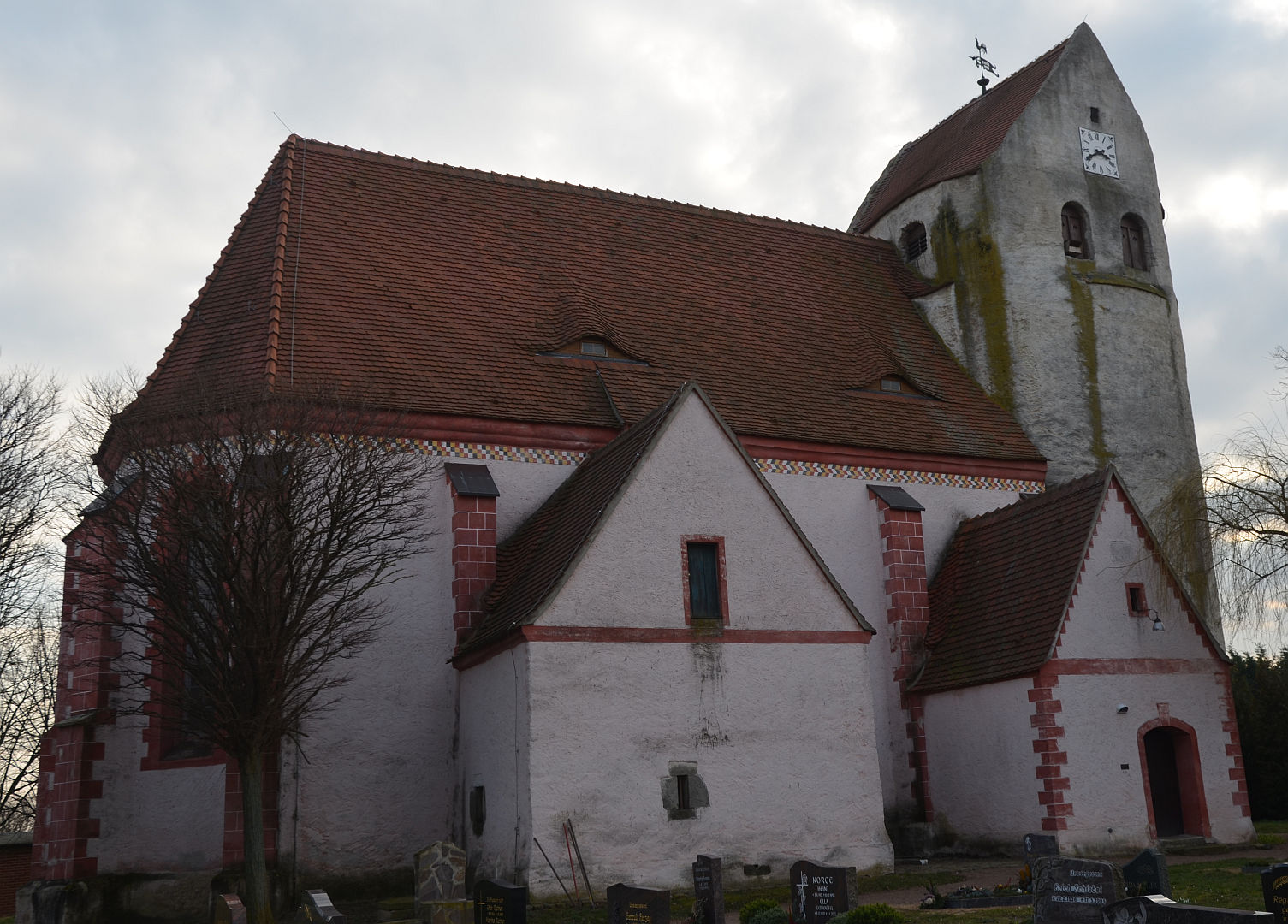
Dorfkirche Kölsa

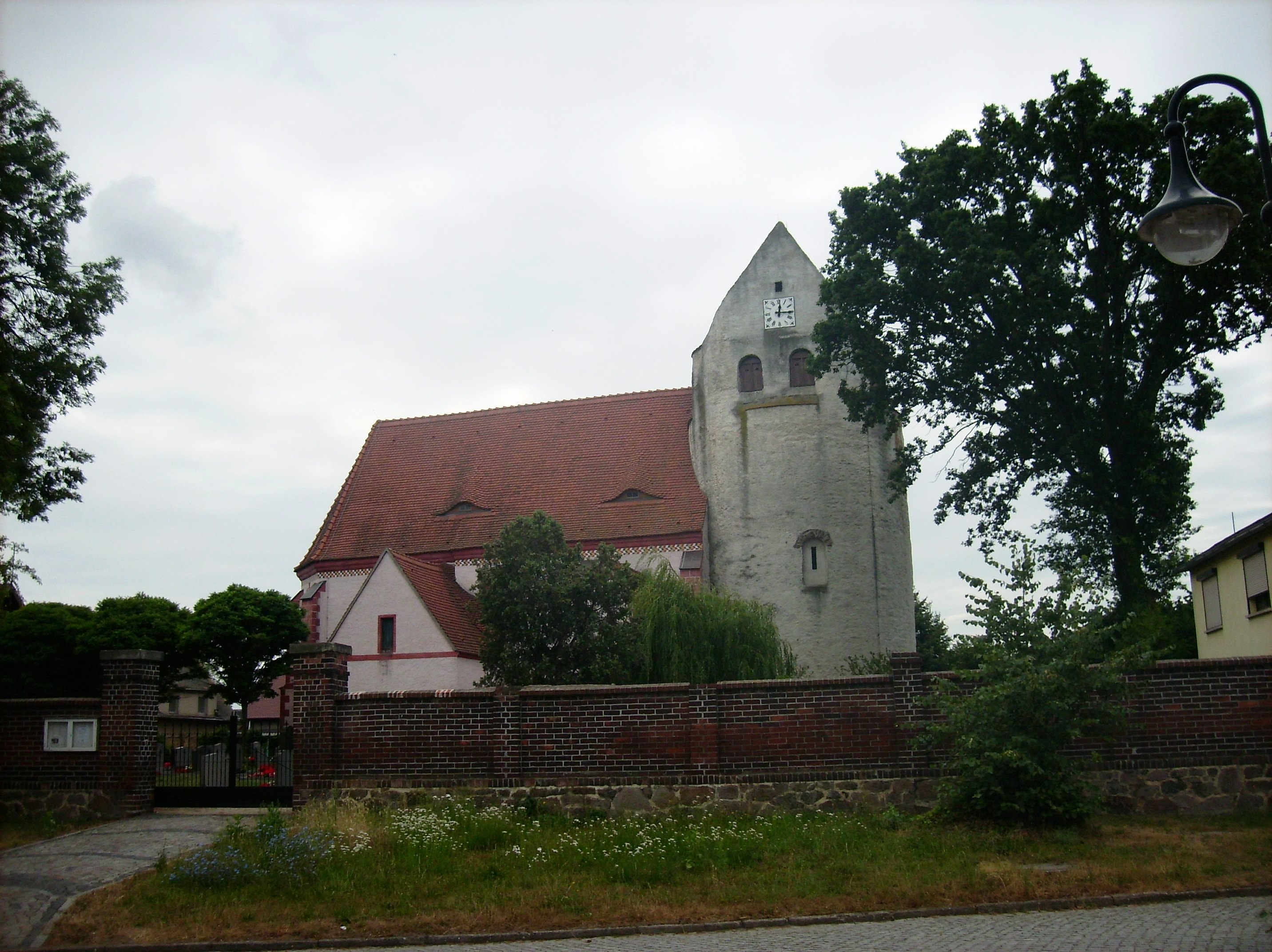
Ansicht von Süden

Die evangelische Dorfkirche Kölsa ist eine spätromanische Saalkirche im Ortsteil Kölsa von Wiedemar im Landkreis Nordsachsen in Sachsen. Sie gehört zum Pfarrbereich Schenkenberg im Kirchenkreis Torgau-Delitzsch der Evangelischen Kirche in Mitteldeutschland.

## Geschichte und Architektur
Die einschiffige Kirche wurde zu Beginn des 13. Jahrhunderts erbaut; der im Grundriss elliptische Westturm ist möglicherweise der Bestandteil einer älteren Burganlage, der Chor ist mit der Jahreszahl 1522 datiert. Eine Restaurierung von Turm und Dach wurde in den Jahren 1990–94 durchgeführt. Das Bauwerk ist aus Bruchstein- und Backsteinmauerwerk erbaut, mit Strebepfeilern und Spitzbogenfenstern an im Süden und Osten versehen und endet in einem eingezogenen Chor mit Dreiachtelschluss. An der Nordseite sind die spätgotische Sakristei und eine Portalvorhalle von 1776 angebaut.
Das Turmobergeschoss ist mit Kreuzgratgewölbe geschlossen und zum Schiff hin mit einem Netzgewölbe geöffnet, die Rippenanfänger sind teils mit Wappen geschmückt, die Fenster mit Kehlungen versehen. An der Nord- und Westseite sind eingeschossige Holzemporen von 1881 eingebaut, deren kassettierte Brüstungen mit Emblemen bemalt sind. Zum Chor führt ein Triumphbogen. Eine Sakramentsnische mit Astwerkrahmung und floraler Malerei aus der Zeit um 1500 ist erhalten, in der kreuzgratgewölbten Sakristei eine Piscina.

## Ausstattung
Das Hauptstück der Ausstattung ist ein Altaraufbau mit reich gestaltetem Rankenwerk aus Holz, dessen hohe, schmale Nische mit Kruzifix und seitlichen Abendmahlsdurchgängen versehen ist (um 1680, ähnlich demjenigen in der Johanniskirche Glesien im Kreis Delitzsch). Vier Palmensäulen tragen ein Gebälk mit geschnitztem Girlandenschmuck, auf dem die Figuren von Moses, von Johannes Evangelista und auf dem kleinen Aufsatz der Salvator zu sehen sind. Die farbig gestaltete polygonale Sandsteinkanzel auf einer wuchtigen Säule mit Stiftertafel ist ein Werk aus der Mitte des 17. Jahrhunderts. Am polygonalen Korb sind Relieffiguren des Salvator mundi, der Evangelisten und des Agnus dei dargestellt; die Ecken sind mit Palmen verziert. Auf dem Schalldeckel ist eine plastische Darstellung des Grabes Christi mit dem Auferstandenen zu sehen. Die hölzerne Taufe ist in Form eines Säulenschafts gestaltet, die Zinnschale ist auf das Jahr 1809 datiert.
Die Orgel ist ein Werk von Wilhelm Rühlmann aus dem Jahr 1906 mit 14 Registern auf zwei Manualen und Pedal.